# Arhitektura Zemuna pre i posle austrijsko-turskih ratova
Arhitektura Zemuna pre i posle austrijsko-turskih ratova je prikaz arhitektonsko, urbanističkiog razvoju ovog grada na ušću Save u Dunav koji se ubrajajа u najstarije gradove na tlu Srbije počev od srednjeg veka pa kroz 17. i 18. vek, ali i kasnije — kada su nastale značajne promene ne samo u izgledu, prostiranju i značaju Zemuna, već i u načinu društvenog života njenih građana. Vrlo pogodan geografski položaj i prirodni uslovi privukli su i zadržali ljude da u ovom delu međurečja da osnuju naselje, čiji se kontinuitet može pratiti od neolita do danas. Narodi sa ovih prostora razvijali su svoju kulturu ostavljajući za sobom ne samo vredne pojedinačne objekte i ambijente već i jedinstveno očuvanu urbanu strukturu oličenu u Starom jezgru Zemuna, koje ima svoju fizionomiju, tradiciju, mentalitet i izgrađen odnos prema Dunavu, reci  na čiju desnu obalu se pretežno oslanja.

## Istorijski uslovi u Zemunu pre za vreme i po odlasku Osmanlija
Zemun je staro naselje sa kontinuitetom naseljavanja od praistorije i rimskog Taurunuma, srednjovekovnog grada i turske palanke, sve do današnjih dana. Prožeta raznorodnim priodnim i stvorenim strukturama, iz različitih vremenskih epoha i različitih vrednosti, Zemun je permanentno bio izložene promenama. Stoga su na njegovom prostoru nastale određene celine, kao posledica različitih uticaja i interesa, menjanja, prilagođavanja, devastiranja ili unapređenja.

### Zemun pre dolaska Osmanlija
Doseljenje slovenskih plemena u srednje Podunavlje i na područje starog Sirmijuma izazvalo je duboke i trajne promene. U nizu seoba raznih naroda Sloveni su na tom području ostavili zapaženije tragove u istoriji. Taurunum je nestao tokom seobe naroda da bi na njegovom području slovensko naselje otvorilo novu epohu. Došljaci su ga nazvali „Zemlin”, što znači „zemljani (grad)”. Ime grada je, sticajem okolnosti, zapisano tek u 12. veku, tako da čitav prethodni razvoj ostaje nepoznat. Ratvoj Zemuna započeo je ustaljivanjem slovenskih doseljenika na inače pristupačnom prostoru oko ušlća Save u Dunav, neomeđenom bilo kakvim značajnijim prirodnim preprekama. 
| „ | Povoljni životni uslovi na zemunskom području odgovarali su onima koje su Sloveni odabrali za svoje beogradsko naselje. I još nešto udružuje stariju istoriju dna susedna grada: jednom obrazovana naselja razvijala su se u kontinuitetu, bez dužih prekida, kako to pouzdano svedoče do danas očuvana imena oba grada. | ” |

Učvršćivanjem hrišćanstva i sređivanjem prilika u Ugarskoj, putnici sa Zapada u sve većem broju koriste kopneni put, koji je iz južne Nemačke vodio kroz panonsku ravnicu do Zemuna i Beograda, a zatim preko Niša i Serdike (Sofije) do Carigrada, odnosno njihovih ciljeva na Bliskom Istoku. Tako su prolaznici svih vrsta, ratnici i hodočasnici, trgovci i propovednici, odredi sirotinje i krunisane glave Evrope, stizali u Zemun. Sa njima su pristigle i prve grupe krstaša, pod vođstvom Valtera Bez Imanja, početkom juna 1096. godine. 
| „ | Slabo opremljeni, oni su usput više otimali nego kupovali, i to je u Zemunu, tada zabeleženom pod imenom „MALEVILLA”, dovelo do prvog ozbiljnijeg sukoba. Meštani su se oduprli nasilničkom držanju prolaznika i naterali ih u bekstvo. Sličnih neprilika bilo je tada i u Beogradu i drugim mestima duž puta. | ” |

Početkom 12. veka Zemun je došao u središte širih međunarodnih sukoba. Prvi ugarsko-vizantijski rat je izbio 1127. godine. Ugarska vojska je pod vođstvom kralja Stefana II napala Beograd, a zatim su borbe vođene oko Braničeva i Niša. Vizantijski pisci svedoče da je u to vreme izgrađivan Zemun. Pri tome su graditelji koristili materijal sa oštećenih bedema susednih gradova. 
U toku drugog ugarsko-vizantijskog rata važnu ulogu su imali saveznički odnosi ugarskog dvora i Srbije. Uspostavljeni su brakom između kralja Bele II (1131-1141) i Jelene, kćeri srpskog velikog župana Uroša I. Za zapovednika vizantijske vojske koja je opsedala Zemun je određen carev zet Teodor Vatac. Najzad se predao i Zemun. Jovan Kinam saopštava da su pošteđeni životi pobeđenih i njihova imovina. Gradski bedemi su tokom borbi znatno oštećeni, nekima se učinilo da su razoreni do temelja. Ugarski protivnapad je predvodio Beloš, brat kraljice Jelene i srpskog župana Uroša II.
U sledećem periodu Zemun je postepeno obnavljan. Između 1151. i 1165. godine gradski bedemi i kule ponovo su sagrađeni. Posle kratkotrajne vladavine Ladislava II i njegove smrti početkom 1163. godine, svoja prava je isticao Stefan IV. Uživao je podršku Vizantije i učvrstio se u Sremu i Zemunu.
Kralj Bela III (1173-1196) prešao je u ofanzivu protiv Vizantije na svim frontovima, pa i u Sremu. Ne zna se tačno kada, ali svakako pre 1182. godine, on je osvojio čitavu oblast između Save i Dunava. Vizantijska vlast je na tom području zauvek bila suzbijena. Zemun se tako osamdesetih godina XII veka ponovo našao pod vlašću Ugarske. Uklopljen je u njen upravni i vojni sistem. Prilike su se time znatno izmenile. Kao pogranični grad njegov odnos prema balkanskim zemljama znatno je zavisio od ugarske politike prema tim oblastima.
U drugoj polovini 13. veka došlo je do upravnih promena u južnoj Ugarskoj. Sredinom toga veka je obrazovana Mačvanska banovina, koja je obuhvatala ugarske posede južno od Save, po svoj prilici i Beograd. Godine 1284. tu oblast je na upravu dobio kralj Stefan Dragutin i priključio je oblastima severne Srbije, kojima je gospodario posle abdikacije 1282. godine. Posle smrti kralja Stefana Dragutina, 1316. godine, izbile su žestoke srpsko-ugarske borbe, a Zemun je u tim okolnostima, kao i ranije, imao ulogu važnog uporišta Ugarske u odnosu na susede.
Osnovno urbanističko jezgro srednjovekovnog Zemuna činila je zemunska tvrđava, „grad Zemun”, podignuta na mestu današnjeg Gardoša tokom 14. veka, a pripada tipu utvrđenja gotske epohe. Na izvanrednom položaju koji dominira okolinom, delimično na prostoru nekropole starog Taurunuma, izgrađeno je kameno utvrđenje sa osnovom gotovo pravilnog pravougaonika, koji se po svojim dimenzijama približava kvadratu. To je četvorougaona tvrđava koja na svakom uglu ima jednu okruglu kulu. Unutrašnje dimenzije grada su 32 x 30 m, sa malim odstupanjima, koja su nastala tokom gradnje. Ulazna kapija se nalazila na severnoj strani grada. Bedemi su građeni od lomljenog kamena, dok je obloga izvedena od opeka formata 7 x 18 x 35 cm. Uz samu tvrđavu stanovnici Zemuna su počeli da podižu svoje domove. Naselje se širilo pored grada i oko njega i spuštalo u podgrađe. Tako su vremenom obrazovane dve celine, kao i u mnogim drugim gradovima, i ljudi su ih nazivali Gornji i Donji Zemun.

### Zemun po dolasku Osmanlija
Zemun je pao pod tursku vlast 1521. godine, kada je Sultan pod Zemun poslao jednog od svojih najsposobnijih vojskovođa, Piri-pašu. Razvila se žestoka borba. Branioci i žitelji grada su pokazali izuzetnu hrabrost. Pa ipak, grad je na juriš bio zauzet i nemilosrdno kažnjen: svi branioci su posečeni, a žene i deca odvedeni u tursko ropstvo, Jula 1521. godine grad je doživeo pravu katastrofu. Sultan je u Zemunu kao i u Beogradu počinio ista nedela, Srpsko stanovništvo je delom izginulo, a preostali deo je raseljen. Za oba grada jedna nastala je nova epoha — vladavine Osmalija. 
Pod novim Osmanskim gospodarima Zemun će sasvim izgubiti svoj dotadašnji strateški značaj. Na osnovu brojnih svedočanstava evropskih putnika, koji če ovuda proći tokom 16. i 17 veka, može se sa sigurnošću zaključiti da je srednjovekovni gradić na nesnom bregu Gardoš bio prepušten propadanju.
Grad je bio sasvim porušen, po zapisima  nemačkog putnika Hans Dernšvam iz 1555. godine: u njemu više niko nije stanovao i moglo se videti još samo nekoliko zidova. Nešto detaljniji opis ostavio je drugi nemački putnik, Stefan Gerlah, dvadesetak godina kasnije: koji saopštava da je gradić porušen, i da je sagrađen od opeke, četvorougaonog oblika, zidine su mu debele, a na svakoj od četiri strane nalaze se okrugle kule. Glavna ograda po sebi nije velika, ali je opasana sa tri jaruge.
Na poznatoj slici Zemuna iz 1608. godine — putnika-prolaznika, sekretara austrijskog poslanstva Maksimilijan Prandšteter — oblik zemunske tvrđave još se vidi. Tu kule grada imaju visoke konične krovove, a ispod brežuljka, na kojem je grad, vidi se podgrađe opasano zidom.
Osmanski Zemun, najverovatnij se nalazio na području današnjeg Donjeg grada, ali ne na čitavoj povrđini. Današnja pijaca i Gospodska ulica bile su već krajnje varoške uličice. Glavna tadašnja ulica — čaršija — bila je Dunavski sokak (danas ulica Karamatina). Čaršija se protezala od Dunava do Glavne ulice, pa dalje, sve do nekadašnje krčme „Kod medveda” (danas stambena zgrada br. 10 u ulici Vasilija Vasilijevića). Na tom prostoru bili su izgrađeni svi oni objekti koji su ovom mestu davali gradsko, odnosno muslimansko obeležje. Među njima se najviše isticala džamija sa muslimanskim grobljem, podignuta, najverovatnije, na temeljima ranije hrišćanske crkve —  danas je na tom mestu rimokatolička crkva Blažene Deve Marije.
U osmoj deceniji 16. veka, u Zemunu je postojao Veliki han, na reci, nedaleko od Dunava, kao i od mesta s kojeg se prelazilo u Beograd. 
| „ | Samo ime Veliki han ukazuje — kako su to već zapazili i dosadašnji istraživači istorije Zemuna — da je tu moralo biti više hanova, odnosno bar dva. Francuz Kikle izbrojaće čak tri hana; sam je odseo u jednom koji se zvao Čauš-bašin han. Otendorf pominje, kao što smo istakli, samo jedan veliki han, dok Evlija Čelebija, inače sklon preterivanju, začudo uopšte ne pominje hanove | ” |

.
Nekadašnja kafana „Kod belog medveda” i „Divana” na Dunavu, od kojih se ova prva sačuvala do danas — veoma verovatno su dva druga hana koja su postojala u Zemunu.
Nemački propovednik Stefan Gerlah zabeležio je 1578. godine — Srbi imaju crkvu, kojoj je krov dejlimice provaljen, a prednji je dio slamom pokrit, te naliči staji; samo nad oltarom daskami je pokriven, a polovina je otvorena. Turci ne dopuštaju da se prepokrije. U hramu se nalazilo malo ikona, a u oltaru — drveni putir (čaša) i drveni diskos (tanjirić), pokriveni ubrusom. I Rajnold Lubenau će, nešto kasnije, videti ovde „grčku crkvu”. Najstariji turski zvanični popis Zemuna — iz 1546. godine — beleži u Zemunu tri popa (pred kraj 16. veka biće zabeležen samo jedan). 
Urbanističku sliku Zemuna upotpunjuje, na izvestan način, i most, bolje rečeno mostovi, koji su ga povezivali s Beogradom. Ovi mostovi podizani su za potrebe vojnih pohoda i obično nisu bili dugog veka, pa su se ne retko, putnici prevozili u Beograd skelom ili, kako to svedoči Evlija, černik-čamcima (veći ribarski ili tovarni čamac sa ravnim kljunom i krmom). Preko Save most je bio na pontonima — po potrebi se mogao i skloniti — a močvarno zemljište današnjeg Novog Beograda prelazilo se dugim mostom koji je ležao na stubovima. Godine 1608. deo mosta koji je premošćivao Savu, bio je dugačak 800, a čitav most između Beograda i Zemuna 4.000 koraka.

## Istorijski uslovi u Zemunu po odlasku Osmanlija
O izgledu Zemunu iz ranijih perioda i peroda vladavine Osmanlija do danas su samo delimično, arheološki konstatovani stariji kulturni slojevi i iskopani poneki fragmenti koji dokumentuju njegovo dugo postojanje, jer je prema raspoloživim izvorima, Zemun nakon ulaska vojske Evgenija Savojskog u leto 1717. godine bio potpuno porušen i raseljen. U takvim istorijskim uslovima nije se mnogo toga moglo otkriti. Ostali su samo ostaci dela srednjovekovnog utvrđenja, iz dvestogodišnje turske vladavine, kada je varoš neznatno proširena. Dok je nekoliko znamenitih objekata koji su često pominjan od putopisaca koji su prolazili kroz Zemun, poput velikog hana i jedina turska džamija, koja je 1717. bila pretvorena u katoličku crkvu, porušeni još 1784. godine
Ulazak vojske Evgenija Savojskog u leto 1717. godine u Zemun nagnao je Tursko stanovništvo na odlazak, a hrišćani se, izgleda, nisu odmah vratili na zgarišta. Opustošeno mesto sporo se oporavljalonaspram prvog suseda Beograda u dinamičnoj baroknoj rekonstrukciji, koga su od Zemuna kao fizička prepreka razdvajali Sava i Dunav. U takvim uslovima trebalo je više godina da se uvede institucije i stekne poverenje kod građana, koje će dovesti do povećanja broja stanovnika i do izgradnje i urbanističkog razvoja Zemuna od većeg značaja. Međutim ponovni austrijsko-turski rat, čija je posledica bila i velika seoba Srba preko Dunava i Save, biće značajna prekretnica u razvoju Zemuna, jer se veći deo izbeglog življa zaustavio i u Zemunu. 
Granice između Austrije i Turske uspostavljene Beogradskim mirom 1739. godine uticale su na brži višedecenisjki razvoj Zemuna i definitivno, pokrenule otvorile proces kulturnog razvoja u njemu. Postavši granično mesto na granicama carevine, sa značajnom funkcijom međunarodne trgovine i prometa, Zemun će se do kraja 18. veka pretvoriti u jedan od najvažnijih gradova Vojne granice i uobličiti u urbanističku celinu od koje su do danas sačuvana ulična mreža i veliki deo arhitektonskog fonda. To najbolje ilustruje jedan plan iz oko 1740. godine, koj pokazuje stanje Zemuna u prvim godinama pod novom austrougarskom vlašću.
Na planu iz oko 1740. godine, prema Bežaniji, u podnožju Ćukovca, uz put se nalazilo više koliba, a objekti Kontumaca, zgrada vlastelinovog provizorijata (upravne vlasti koja je zastupala grofa Šenborna, kome je Zemun pripadao sve do 1746. godine), bolnica, katolička crkva (bivša džamija), katolički manastir i srpska crkva, nalazili su se na mestu današnje Nikolajevske crkve. Svi ti i drugi označeni i neoznačeni objekti kasnije su zamenjeni boljim zgradama. Groblja označena na tom planu kasnije su izmeštena. 
| „ | Prema svemu sudeći, sem novoosnovanog Kontumaca i okolnih zgrada, na planu je prikazana situacija rasprostiranja varoši kakva je bila i pod Turcima. | ” |

### Glavni činioci koji su uticali na urbani razvoj Zemuna u 18. veku i kasnije
Na konstantnu evoluciju Zemuna, kaonaselja u razvijeniji obliku delovali su sledeći uticaji:
Vlast
Koja je (poučena istorijskim iskustvom, čestih ratnih sukoba na Balkanskom poluostrvu) permanentno je delovala u pravcu obnavljanja fortifikacija i jačanja vojnih institucija.
Stanovništvo
Međovito stanovništvo različitih konfesija na peostoru Zemuna ostvarivalo je svoje nacionalne interese građenjem sopstvenih škola i opština.
Narasla građanska klasa
Čiji položaj i prava dobijaju konkretan izraz kroz uspostavljanje građanskih institucija i rekonstrukciju postojećeg građevinskog fonda.
Interesi ukupnog stanovništva
Afirmacija celokupnog stanovništva ogledala se u podizanju jednostavnih a opštepotrebnih javnih objekata i institucija (bolnica, škole, kafana i hotela, komunalnih i rekreativni objekti, parkova, promenada, dunavskog keja, industrijskih objekta i dr.
Rivalitet buržoazije
Kroz različite nacionalne pripadnosti koji se ogleda u građenju reprezentativnih i bogatijih zdanja, sve snažniji uticaj imala je i novonastala buržoazija.
Crkva
Crkva, u uslovima učvršćujući uticaj u oblasti pojedinih konfesija,  obnavlja postojeće i gradi nove duhovne sadržaje.

## Urbanističke promene u Zemunu do kraja 18. veka
Urbana situacija Zemuna u drugoj polovini 18. veka proistekla je iz brojnih društvenih i ekonomskih uslova, koji su uticali na nagli uspon naselja, pretvorivši Zemun od sela, na početku veka, u trgovačko–zanatlijsko i upravno središte regionalnog značaja, a potom i grad šireg međunarodnog značaja. Položaj Zemuna na sredokraći između Beča i Carigrada, na granici dveju velikih carevina, u središtu žitorodnih krajeva i u neposrednoj blizini stočarskih terena Srbije omogućio je razvoj i unapređenje trgovine, ali i drugih aktivnosti. Zemun kao saobraćajno čvorište u širokoj mreži rečnog i suvozemnog saobraćaja i politika merkantilizma stimulisana od carskih vlasti, uticala je na jačanja zemunske trgovine i zanatstva, što je stalno privlačilo priliv novog stanovništva.
U takvim uslovima bile su neminovne i promene urbanističkog izgleda Zemuna vezane za staru trasu puta koji povezuje istočni Srem sa Beogradom, na kojoj je nastala glavna ulica, a od nje su počele da se račvaju nove ulice ka Dunavu. Ove promene se prvi put vidi na planu iz 1745. godine, na kojem je Zemun proširen na zapad, jedan blok ispred današnje Vrtlarske ulice, i na jugoistok, do današnje Ulice dr Petra Markovića. Tako je već od sredine 18. veka, Staro jezgro Zemuna postalo okosnica društvenog, privrednog i kulturnog razvoja tog grada, kao jedinstveni urbani fenomen, izražen kroz mnogostrukost oblika, sadržaja i značenja. 
Danas je taj prostor  proglašen za kulturno-istorijsku celinu od velikog značaja za Republiku Srbiju, sa svojstvom kulturnog dobra.. U granicama zaštićene prostorne kulturno-istorijske celine Starog jezgra Zemuna veliki broj objekata ima status pojedinačnih spomenika kulture. U okviru nje su i arheološka nalazišta antičkog Taurunuma, kao i brojne potceline posebnih urbanističko-arhitektonskih i ambijentalnih vrednosti, među kojima treba istaći:
Gradska utvrđenja
U doba austrijsko-turskog rata, od februara 1788. do Svištovskog mira avgusta 1791. godine, na prostoru Zemuna obnovljena su i učvršćena gradska utvrđenja, a na beogradskoj strani izgrađene su nove tranšeje sa topovskim postoljima, dok su na lesnom platou prema Vojki i Banovcima izvedene nove fortifikacije, koje su obuhvatile prostrano zemljište, začetak budućih predgrađa Jozefstata i Franctala, odnosno buduće Gornje varoši sa svim komunikacijama sačuvanih do naših dana. 
Kapije Zemuna
Po novim urbanistićkim planovima u Zemun, u ovako utvrđen gard, ulazilo  se kroz sedam kapija, oko kojih su se prostirali rovovi i palisadirani nasipi. Od navedenih sedam kapija sa stražarama glavne su bile: 
- na severu Petrovaradinska i Dobanovačka kapija,
- na zapadu Bežanijska kapija,
- na jugu Beogradska kapija,
- na Dunavu Ribarska i Brodarska kapija.

Do pred kraj 18. veka gotovo u istom obimu sem manjeg proširenja na zapad, kao i na planu iz 1754., varoš opasana utvrđenim pojasom bila je potpuno formirana kao urbana celina, sa uličnom mrežom do danas neizmenjenom u starom gradskom jezgru. 

### Značajne građevine iz 18. veka
Prema detaljnom katastarskpm planu Zemuna iz 1780. godine, koji je imao samo manje izmene do početla 19. veka ističu se,
| „ | Između 1.050 ucrtanih zgrada i kuća, u 10 podužnih i 22 poprečne ulice i pet trgova, objekti koji karakterišu Zemun kao trgovačko-zanatlijsku, graničnu varoš sa višekonfesionalnim stanovništvom. | ” |

Mada u Zemunu nema objekata koji bi se po svojim stilskim i građevinskim osobinama isticali iznad tipskih gradnji karakterističnih za ceo panonski kulturni region, 
| „ | ...svi zajedno, ipak, pokazuju da je tek formirano zemunsko građanstvo dostiglo krajem veka srednji nivo evropskih kulturnih obrazaca, i da se kulturno sasvim opredelilo za zapadni način života, usvajajući sadržajne i oblikovane evropske uzore. | ” |

### Stambeni objekti
Da bi se na jednom planu iz 1788. godine Glavna ulica stiče sa većim stambenim i trgovačkim kućama, i ispisanim imenima vlasnika i trgovaca. Od 63 privatne kuće u Glavnoj ulici, većina vlasnika bili su Srbi. Jedna od najstarijih i najlepših baroknih kuća je i kuća porodice Karamata u Ulici Matije Gupca br. 17. Ovu kuću podigao je 1763. godine zemunski trgovac Kuzman Jovanović, a, 1772. godine, istu je otkupio doseljenik trgovac Dimitrije Karamata.
Klasicistička kuća u Bežanijskoj ulici br. 18 podignuta je 1793. godine. U njoj je stanovao Petar Ičko, jedna od značajnih ličnosti prvog srpskog ustanka, pa se popularno naziva „Ičkova kuća“ ili svratište „Kraljević Marko“, jer je u njoj u prizemlju dugo bila kafana istog naziva. 
Iz 18. veka je prepravljena „kuća sa latinskim natpisom“ podignuta 1792. godine na mestu starije kuće u Lenjinovoj ulici br. 6. „Kuća Gine Vulko“ u Glavnoj ulici br. 18, kao i kuća br. 6 u istoj ulici, u kojoj se rodio Dimitrije Davidović, višestrano značajna ličnost iz vremena obnove srpske države.

### Javne građevine
Od javnih građevina s kraja 18. veka ističu se:

#### Kontumac
Kontumac u Zemunu, izgrađen za vreme vladavine cara Karla VI (1711—1740) zahvaljujući specifičnim istorijskim okolnostima,  povodom velike epidemije kuge, koja je predstavljala opasnost ne samo za ove prostore, već i za čitavu Srednju Evropu, sa 50 objekata, koji su urbanistički gledano isticali položaj Zemuna u sanitarnom kordonu na granici prema Otomanskom carstvu iz kojeg su se prenosile zarazne bolesti. 
Kontumac je osnovan u jugoistočnom delu Zemuna 1730. godine kao prva raskužna stanica u kojoj su svi putnici sa orijenta izdržavali propisani karantin, a sva roba i pošiljke bivali dezinfikovani
Sve zgrade i objekti Kontumaca, do danas su  porušene, a zemljište koje je zahvatalo petinu varoši više od 100 godina pretvoreno je  1886. godine,  u „prvu uređena zelenu površinu, prvo mesto za osveženje i odmor, prvo šetalište za stanovnike pograničnog grada

#### Crkve
Među crkvama ističu se — dve pravoslavne i dve katoličke.  
- Na mestu drvene, slamom pokrivene starije crkve podignuta je sredinom veka postojeća Nikolajevska crkva. Nova pravoslavna, Bogorodičina crkva, za koju je kamen temeljac postavljen 1775. godine, završena je 1780. godine.
- Za katoličku župsku crkvu Blažene deve Marije položen je, na mestu srušene džamije, kamen temeljac 1785. godine, a ista je osvećena 1795. godine.
- Franjevci, prebegli iz Beograda 1739. odnosno 1740. godine, osnovali su manastir, prepravljen 1752. godine, a potpuno izgoreo u požaru 1790. godine.

Postojeća crkva i manastir obnovljeni su do 1838. godine.

#### Kapele
U 18. veku su izgrađene tri kapele. 
- Kontumacka kapela Sv. arhanđela Mihaila i Gavrila podigao je 1786. godine zemunski trgovac Teodor – Toša Apostolović. Služila je za verske obrede pravoslavnih putnika koji su iz Turske prelazili u Austrougarsku a morali izvesno vreme da provedu u karantinu (Kontumacu). Posle rasformiranja kontumca, crkva je izgubila značaj da bi se dvadesetih godina dvadesetog veka dolaskom značajnog broja ruskih izbeglica crkva aktivirala i sve do kraja Drugog svetskog rata služila kao ruska crkva. U drugoj polovini dvadesetog veka je bila sasvim zapuštena. Godine 1981, zapuštenu crkvu je preuzeo tadašnji jeromonah (sadašnji episkop) Filaret. Pod njegovom brigom, crkva je bila obnovljena, međutim, freske iz vremena njene izgradnje su uništene. Danas je crkva aktivna i predstavlja jedan od samo dva sačuvana objekta nekadašnjeg Kontumaca.
- Katolička kontumacka kapela Sv. Roka

#### Carinarnica sa solarskim magacinima
Zgrada Carinarnice u Zmaj Jovinoj ulici br. 26, podignuta na mestu starije zgrade 1781. godine, jedna je od retkih javnih građevina koja se sačuvala u nepromenjenom obliku i izgledu iz 18. veka. Namena zgrade je bila dvostruka – u prizemlju carinski magacin, a na spratu kancelarije i stanovi carinskih činovnika. 
Zgrada je zidana krečnim malterom sa punim zidovima premošćenim svodovima u prizemlju i arhitravnim gredama na spratu. Komponovana je kao samostalni objekat izdužene osnove sa dva krila izbačena u dvorište i glavnom fasadom prema Zmaj Jovinoj ulici. Oblikovana je u duhu klasicizma sa naglašenim trouglastim zabatom iznad glavnog ulaza. Konstruktivni sistem pokazuje odlike baroka. Unutrašnji raspored je jednostavan i logičan – uz podužni hodnik ređaju se prostorije. 
Zgrada koja je bila jedna od najvećih u tada pograničnom Zemunu, predstavljala je jedan od najznačajnijih objekata privrednog razvoja Zemuna. Danas se koristi za stanovanje, skladištenje i ugostiteljstvo.

#### Kasarna
Zgrade stare Kasarne u Svetosavskoj br. 1,  i zgrada Zemunske vojne komande u Glavnoj ulici br. 5, podignuta 1783, kasnije je potpuno redizajnirana.

#### Bolnica
U Zemunu se  formiraju prve bolnice (hospitali) pri verskim opštinama. Rimokatolička župa je organizovala bolnicu 1758. godine u prizemnoj zgradi sa dve sobe i kuhinjon u sredini koju je župi zaveštao pivar Kristof Fihtner. U ovoj prvoj zdravstvenoj ustanovi o bolesnima brigu je vodio prvi stalni rimokatolički sveštenik Georg Bitner (zemunski župnik od 1744. do 1779) koji je organizovao skupljanje priloga za njeno izdržavanje. Bilo je to sklonište za siromašne, bolesne i nesposobne za privređivanje gde su dobijali besplatan stan i nešto novca. 
Na predlog hirurga F. Gsela Župski ured je 1773. godine zaključio da je kuća nepodesna, da je treba prodati i izgraditi novu zgradu. Od novca dobijenog za prodatu kuću (320 forinti) i priloga više dobrotvora (među kojim su bili glavni hirurg F. Gsel i građanin F. Rehlicer) bolnica je izgrađena u roku od 2 godine (1773—1775) od dobro pečene cigle sa četiri sobe i dve kuhinje. 
Bolnica se nalazila u blizini gradske kapije (ka Bežaniji) i neposrednom (sa južne strane) u susedstvu Kontumaca. Prizemna zgrada stare gradske bolnice, iz 1775. godine u Bežanijskoj ulici br. 47, prepravljena je 1806. godine.

#### Zgrada Magistrata
Magistrat je u Zemunu osnovan 1751. godine, a 1755. dobio je prvu gradsku kuću. To je bila prizemna barokna građevina sa mansardom, koja je služila kao magistratska zgrada do 1832. godine, a od tada su u njoj stanovali magistratski činovnici.  Zgrada je zidana od tvrdog materijala, sa međuspratnim svodnim baroknim konstrukcijama u prizemlju i arhitravnim na spratu. Izgorela je u požaru 1867. godine.

#### Poštanski ured
Umesto  nekadašnjeg Osmanlijskog poštanskog ureda Austrijska carevina je sagradila zgradu poštanskog ureda 1780. godine. Te godine je Zemun dobio prvu poštansku zgradu, izgrađenu na istom mestu gde se i danas nalazi pošta, u Glavnoj ulici broj 8.

## Literatura
- М. Радовановић, Генерални урбанистички план Земуна 1928, Размера 1:500, Завичајни музеј Земуна, А 297.
- Жељко Шкаламера, Старо језгро Земуна, књига I, Историјски развој, Завод за заштиту споменика културе града Београда, Београд, 1966.
- Жељко Шкаламера, Старо језгро Земуна, књига II, Архитектонско наслеђе, Завод за заштиту споменика културе града Београда, Београд, 1967.